# Raiskio (ö, lat 63,30, long 28,08)
Raiskio är en ö i Finland. Den ligger i sjön Syväri och i kommunen Kuopio i den ekonomiska regionen  Kuopio ekonomiska region  och landskapet Norra Savolax, i den centrala delen av landet, 400 km norr om huvudstaden Helsingfors. Öns area är 3,5 hektar och dess största längd är 290 meter i nord-sydlig riktning.